# Hans Geiselberger
Hans Geiselberger (* 18. Juli 1894 in Neuhaus am Inn; † 1957) war ein deutscher Druckereibesitzer und Verleger.

## Leben
Hans Geiselberger wurde am 18. Juli 1894 in Neuhaus am Inn geboren. Er studierte Volkswirtschaft und Medizin an den Universitäten München und Würzburg. Am 28. Oktober 1915 trat er in München der katholischen Studentenverbindung Aenania bei.
Nach der Teilnahme am Ersten Weltkrieg trat er als Gesellschafter in die familieneigene Druckerei Gebr. Geiselberger in Altötting ein, deren Besitzer er später wurde. 1939 übernahm er den Musikverlag Alfred Coppenrath.
Bis zu ihrer Auflösung im Sommer 1933 war er Mitglied der Bayerischen Volkspartei und zeitweise Sekretär ihrer Fraktion im Reichstag. Geiselberger stand der NSDAP stets kritisch gegenüber. Der Kreisleiter der NSDAP Schwaegerl in Mühldorf sah in ihm einen politischen Gegner. Geiselberger hatte sich mit Nationalsozialisten auch geprügelt und war dafür in „Schutzhaft“ genommen worden.
Seine kritische Haltung war auch dem 1945 in Altötting als Landrat amtierenden Regierungsrat Kehrer bekannt; jedenfalls gehörte er zum Kreis besonnener Altöttinger Bürger, die am 27. April 1945 mit dem Landrat voll Sorge über das Schicksal des Wallfahrtsorts Altötting, in dessen Lazaretten über 5.000 Verwundete lagen, berieten. Landrat Kehrer hatte, soweit bekannt, Kenntnis von den Bestrebungen des Hauptmanns Rupprecht Gernegroß, dem er freundschaftlich verbunden war, und dessen Freiheitsaktion Bayern, die er aber allenfalls andeutungsweise den Gesprächsteilnehmern bekannt gab. Am 28. April 1945 besetzte Hauptmann Gernegroß in der Tat um 5 Uhr in der Früh die Sender Freimann und Erding und ließ über die Sender ausstrahlen, die Freiheitsaktion Bayern (FAB) habe die Regierungsgewalt übernommen; zur Befreiung des bayrischen Heimatbodens sollten sich alle zusammenschließen. Landrat Kehrer dürfte die Nachricht erwartet haben und begab sich um 6 Uhr in das Landratsamt, wo er bis etwa 8 Uhr einen Kreis vertrauenswürdiger Bürger um sich versammelte, darunter seit etwa 7 Uhr 30 auch Hans Geiselberger. Ziel war es, den Wallfahrts- und Lazarettort Altötting möglichst kampflos und unbeschädigt den herannahenden US-Truppen zu übergeben. Geiselberger unternahm es, den I. Zug der Feuerwehr zu alarmierten, welche damals zur Polizei gehörte.
Landrat Kehrer ließ sechs ihm gefährlich erscheinende nationalsozialistische Funktionäre festnehmen, darunter den Regierungsinspektor Karl Schuster, Führer eines SA-Sturms z. b. V., den Ortsgruppenleiter Karl Stubenhofer, den Organisationsleiter der NSDAP Franz Obermaier (Teilnehmer des Hitlerputsches von 1923) und den II. Bürgermeister von Neuötting Heinrich Hilleprandt, der ein Blutordensträger und „Alter Kämpfer“ war. Der Bürgermeister Karl Lex beging bei seiner Festnahme Selbstmord.
Die Nachricht von der Verhaftung der Parteifunktionäre erreichte in einem Lazarett auch Offiziere, die unter der Führung von Oberstleutnant Karl Kaehne, der SA-Standartenführer und Ritterkreuzträger war, eine Offiziersstreife bildeten und zunächst zum Rathaus, dann zum Landratsamt zogen. Angeblich schoss sich Regierungsrat Kehrer beim Auftauchen der Offiziersstreife in seinem Dienstzimmer im Landratsamt selbst in den Kopf; er starb zwei Tage später am 30. April 1945. Der Chefarzt des Krankenhauses, in das Kehrer eingeliefert wurde, bezweifelte allerdings diese Darstellung der Offiziere, da er an der Einschussstelle keine Schmauchspuren habe feststellen können. Der Münchner Gerichtsmediziner Prof. Laves vertrat in einem ersten Gutachten im November 1947, also gut zwei Jahre später, die Meinung, nach dem Schusskanal müsse es sich um eine Armeepistole PKK 7,65 mm gehandelt haben, die Kehrer nicht besaß; 9 Monate später hielt er auch einen Schuss einer tschechischen Pistole mit etwas kleinerem Kaliber (6,35 mm) für möglich – eine solche hatte Kehrer besessen.
Etwa zeitgleich um 11 Uhr ließ Gauleiter Giesler über den Rundfunk die Nachricht verbreiten, die Freiheitsaktion Bayern sei niedergeschlagen. Die Offiziersstreife befreite die sechs gefangenen NS-Funktionäre kurz nach 11 Uhr. Unter Führung des Organisationsleiters Obermaier und mit Hilfe des ebenfalls freigekommenen SA-Sturmführers Schuster und des Ortsgruppenleiters Stubenhofer wurde eine Liste erstellt, die alle Personen enthielt, die an diesem Vormittag das Landratsamt betreten hatten – jedenfalls soweit man sie von der Arrestzelle aus beobachtet hatte. Kreisleiter Fritz Schwaegerl ordnete noch von Mühldorf aus telefonisch die Verhaftung von neun auf der Liste stehenden Altöttinger Bürgern an:
- Mühlenbesitzer Josef Bruckmayer
- Verwaltungsinspektor Seidel
- Lagerhausverwalter Hans Riehl
- Administrator der Hl. Kapelle, Msgr. Adalbert Vogl
- Buchhändler Adam Wehnert
- Altbürgermeister Gabriel Mayer
- Schriftsteller Heinrich Haug
- Regierungsrat Dr. Scheupl
- Verlagsinhaber Dr. Hans Geiselberger

Nachdem Kreisleiter Schwaegerl in Altötting eingetroffen war, erweiterte er die Liste noch um Rechtsanwalt Dr. Gmach und Baumeister Irpertinger.
Nur die ersten fünf auf der Liste konnten zwischen 13 und 14 Uhr verhaftet werden. Die anderen wurden zu Hause nicht angetroffen. Ob sie gewarnt worden waren und sich unter Ausnützung ihrer Ortskenntnisse der Festnahme entziehen konnten, ob ihr Instinkt sie gewarnt hatte oder ob sie zufällig Geschäften außer Haus nachgegangen sind, ist nicht festgehalten. Neben dem Kreisleiter war inzwischen auch eine Gruppe SS-Leute von etwa 60 Mann aus der Kampfgruppe Trummler eingetroffen. Der Kreisleiter veranstaltete eine Art Standgericht, das die fünf Inhaftierten zum Tod verurteilte. Das Urteil wurde von den SS-Leuten um etwa 15 Uhr 30 im Hof des Landratsamtes durch Erschießen vollstreckt. Kreisleiter und SS rückten danach wieder ab, offenbar ohne nach den noch auf der Proskriptionsliste stehenden Altöttingern zu fahnden. Auch die örtlichen Gewalthaber kümmerten sich anscheinend nicht mehr darum. Hans Geiselberger überlebte; am 2. Mai rückten endlich die US-Truppen in Altötting ein.
Nach Ende des Zweiten Weltkriegs erhielt er im Januar 1946 von der US-amerikanischen Militärregierung die Lizenz für die Herausgabe des Alt-Neuöttinger Anzeigers und für einen Buchverlag. Er war Mitbegründer und von März 1946 an Vorsitzender der CSU im Landkreis Altötting und Mitglied des CSU-Bezirksverbandes Oberbayern. Er war Stadtrat in Altötting und Abgeordneter im Kreistag.

## Ehrungen
- 1955: Verdienstkreuz (Steckkreuz) der Bundesrepublik Deutschland